# Атерина
Атерина (Atherina boyeri), също сребърка, е вид лъчеперка от семейство Atherinidae. Видът не е застрашен от изчезване.

## Разпространение и местообитание
Разпространен е в Азербайджан, Албания, Алжир, Андора, Белгия, Босна и Херцеговина, България, Великобритания, Германия, Гибралтар, Грузия, Гърция, Египет, Израел, Иран, Испания, Италия, Казахстан, Кипър, Либия, Ливан, Мароко, Монако, Нидерландия, Палестина, Португалия, Румъния, Русия, Сирия, Словения, Сърбия, Тунис, Туркменистан, Турция, Украйна, Франция, Хърватия и Черна гора.
Обитава сладководни и полусолени басейни, пясъчни дъна на морета, лагуни, крайбрежия и реки. Среща се на дълбочина около 1 m.

## Описание
На дължина достигат до 20 cm.
Продължителността им на живот е не повече от 4 години.